# Mezzane di Sotto
Mezzane di Sotto (Mesàn o Mesàne de Soto in veneto) è un comune italiano di 2 526 abitanti della provincia di Verona in Veneto.

## Geografia fisica

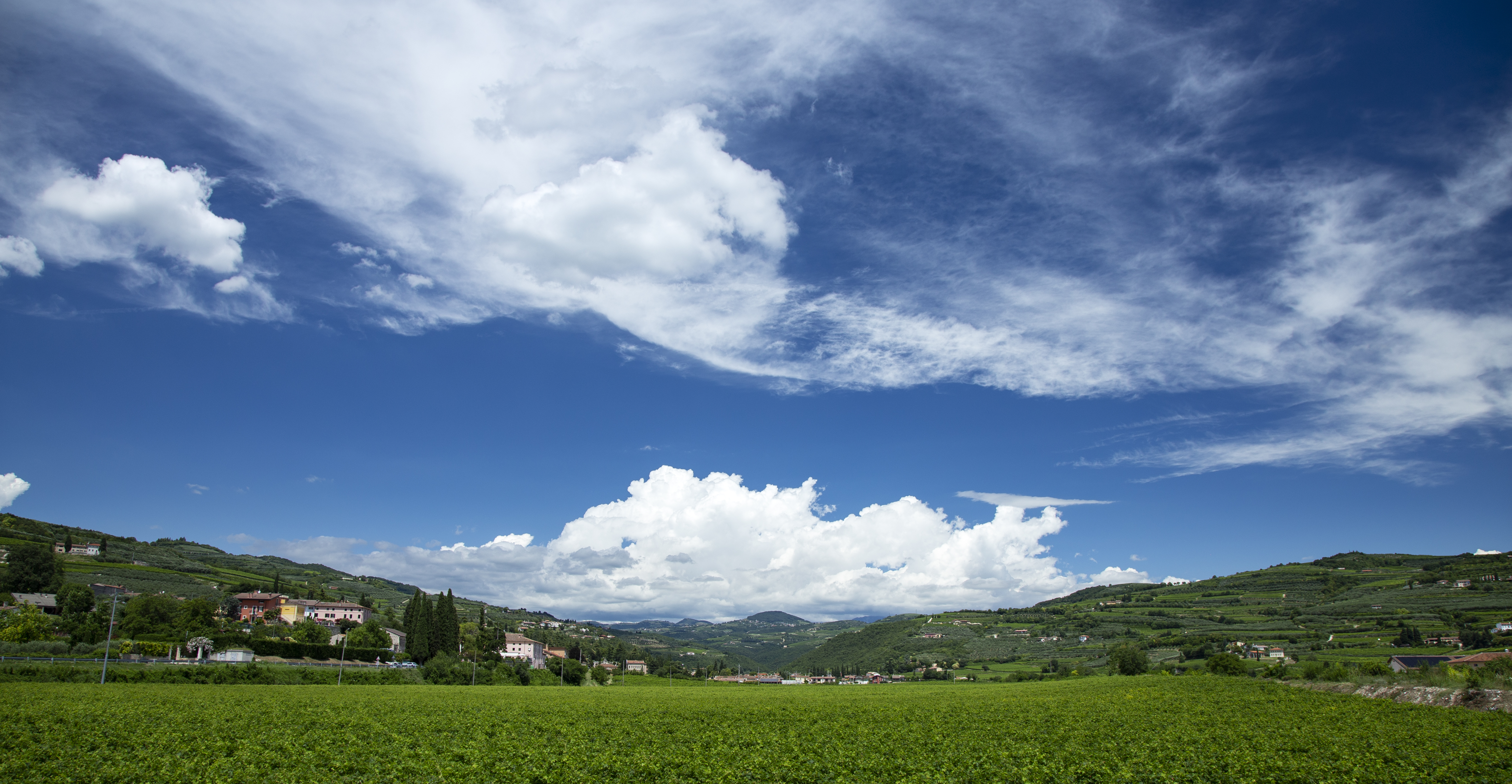
Vallata di Mezzane

Il comune di Mezzane di Sotto si colloca nel mezzo dell'omonima vallata attraversata dal Progno di Mezzane, circa 18 km a nord-est di Verona.
Il territorio si presenta prevalentemente pianeggiante e collinare, situato ai piedi dei primi rilievi dell'altopiano lessinico. 
L'altitudine minima comunale è di 95 m s.l.m., quella del capoluogo è di 122 metri mentre la massima è di 608 metri.
Mezzane di Sotto confina a nord-est con Tregnago, a sud-est con Illasi, a sud con Lavagno e San Martino Buon Albergo, ad ovest e a nord-ovest con Verona.
La chiesa parrocchiale del capoluogo è dedicata a Santa Maria Assunta.

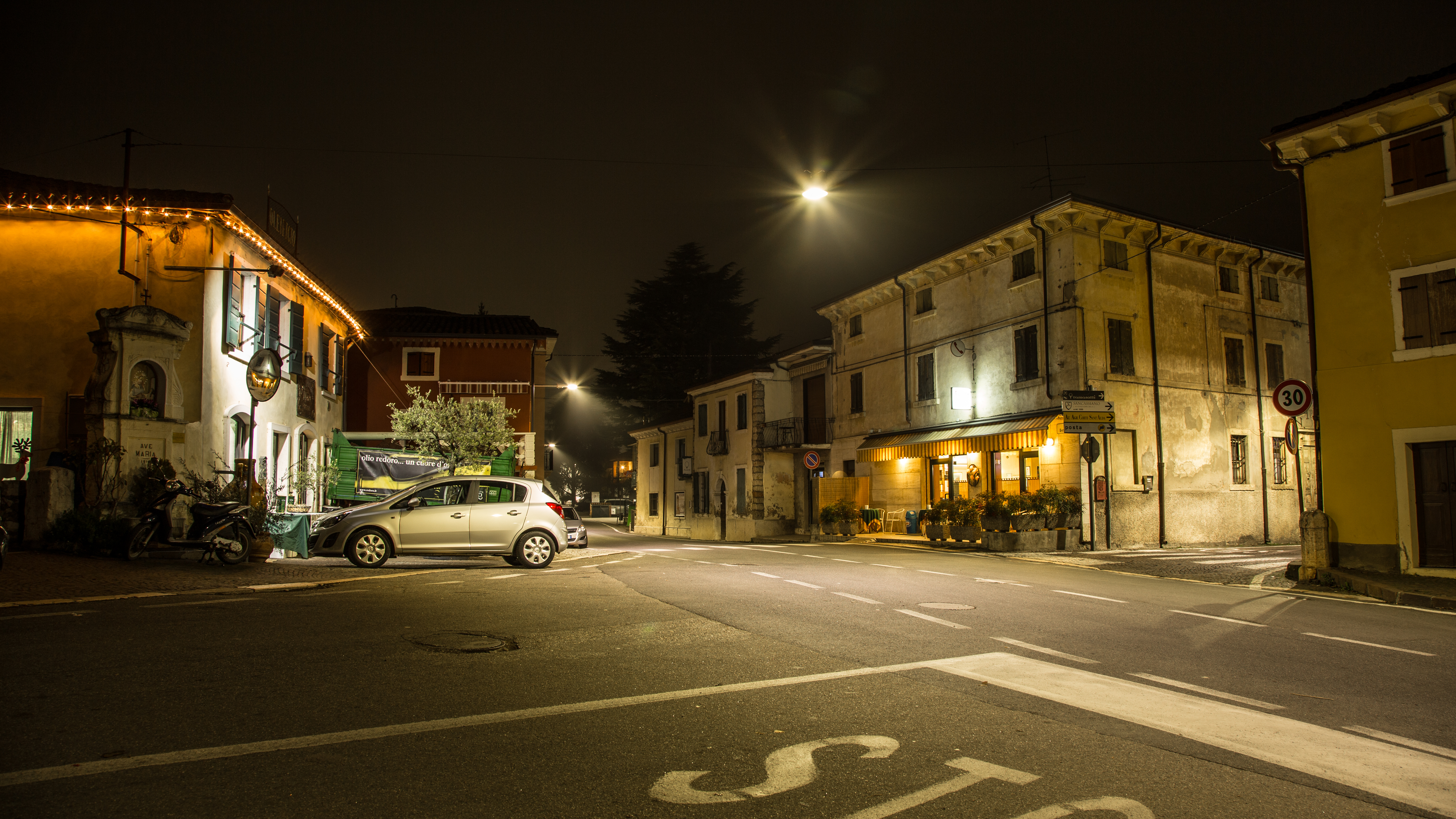
Piazza Unità D'Italia, Mezzane di Sotto

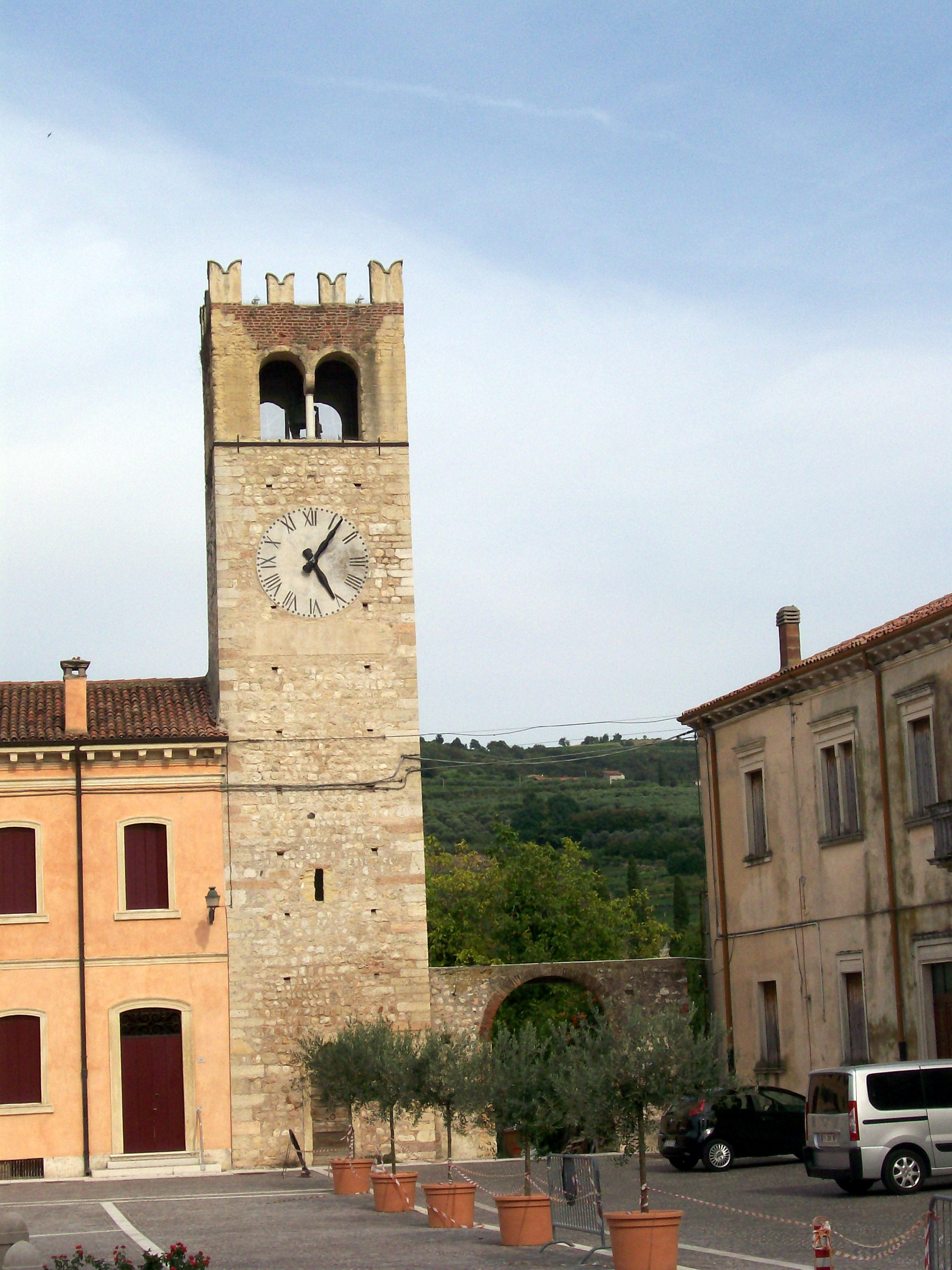
La torre nel centro di Mezzane di Sotto, in origine campanile della vecchia chiesa parrocchiale.

## Storia

### La preistoria
La ricchezza di acqua nella valle ha favorito fin da allora l'insediamento umano. A Casal Farinati a sud-est di Mezzane di Sotto si sono trovati manufatti di selce e attrezzi del tipo Campignano del periodo Musteriano appartenente al Paleolitico Medio

### Il periodo romano
Numerosi ritrovamenti del periodo romano, con la presenza di una via locale, la via Cara, che partiva dalla Postumia ed arrivava al castrum di
San Mauro di Saline. Lo storico Theodor Mommsen dedica un discreto spazio alle epigrafi latine locali nella sua opera Corpus Iscriptionum Latinarum dove ricostruì la storia di un delubrum, un tempietto, dedicato a Jupiter Jovis (Giove). Altri ritrovamenti religiosi sono stati un'ara dedicata a Silvano, dio dei boschi, a Giunone e a Giove Ottimo Massimo. Una contrada vicina a Mezzane di Sopra si chiama Postuman con evidente derivazione latina dalla via omonima.

La forte presenza in epoca romana è confermata anche da altri ritrovamenti. Molto attivi nei ritrovamenti sono stati Filippo Nereo Vignola e Federico Dal Forno nella prima metà del XX secolo. Furono trovati in località "i Ruini" tombe contenenti ossa combuste e frammenti di tegoloni, di grossi mattoni e d'olle vinarie. Presso una strada chiamata "delle tombole" vi erano più tombe dove si trovarono fra gli altri reperti un compasso ed una moneta di Gallieno che aiuta a datarle nel tardo III secolo.

In località Torcolo si trovarono nel 1949 resti di murature romane e frammenti di grossi mattoni oltre a una lucerna fittile e un cammeo d'ametista con un nudo inciso. A Fiui, nel 1954, vennero alla luce murature romane, un pavimento a mosaico di sole tessere bianche e frammenti d'intonaco affrescato. Lanfranco Franzoni che descrisse i ritrovamenti, spesso aiutato da Vignola e da Dal Forno, cita a proposito dell'incastonamento di due frontoni di stele funerarie nel campanile di Castagnè, nella parte alta del comune: «Uno, con timpano incluso nel profilo rettangolare della stele, mostra due conigli sugli spioventi, rivolti verso l'esterno. Nel campo del timpano è una conchiglia, avente ai lati due delfini. Nella parte che rimane del quadro epigrafico è reincisa un'iscrizione volgare con la data di costruzione del campanile. Il secondo frammento mostra solo una parte, quella di destra, del coronamento di una stele rettangolare, ma si completa con un frammento che è murato all'interno della cella campanaria. AI di sopra del quadro epigrafico, che ora porta i monogrammi di Gesù e di Maria, vi è l'architrave ed il fregio, ma non il timpano. Nel fregio, al centro, due conigli che rodono l'uva e verso l'esterno due grifi con una zampa alzata su un cantaro.»

Altri ritrovamenti nelle località Casai, Casette, Rotonda e Colombara frammenti di vetri e materiale in cotto, oltre ad un frammento bronzeo con una testa di cavallo. In località Guaite è testimoniata una presenza più antica con monete dell'età consolare. La presenza più abbondante di monete riguarda il basso impero, datando nuovamente la presenza di quel periodo.

### Dal medioevo ai giorni nostri
Nulle sono le notizie dell'alto medioevo e nulli sono i ritrovamenti. La presenza della via Cara, che tanto splendore aveva dato in età romana, probabilmente fu il mezzo per cui le invasioni cosiddette barbariche raggiunsero tutta la valle crando un periodo di decadenza. L'assenza di strutture di difesa e lo sviluppo in una fase di pace, portò probabilmente ad una rapido calo della presenza umana. Diversamente da altre parti della provincia non vi sono tracce dell'età longobarda.
La vita organizzata riprese nel X secolo tracce scritte ci sono riguardo alla frazione di Castagnè descritta in finibus veronensis e nella valle chiamata pretoriense. Nell'XI secolo la si cita come Castanedo in un atto fra residenti e XII appare per la prima volta il toponimo Mezzane come Mezane de Subtu, in Mezane de Supra con l'aggiunta di Postumanus. È del 1145 un atto pontificio, la bolla Piae postulatio voluntatis, che riconosce al vescovo la pieve di Mezzane cum cappellis et decimis et castello at familiis.
La recuperata tranquillità della valle ha permesso un recupero dell'edificazione e dell'uso delle ville di campagna, diventate numerose dal 1500 in poi.

### Simboli
Nello stemma è rappresentata la torre attualmente presente al centro del paese che in origine era il campanile della vecchia chiesa parrocchiale.
Il gonfalone è un drappo rettangolare di colore giallo con la bordatura di azzurro.

## Monumenti e luoghi d'interesse

### Architetture religiose
- Monastero di San Cassiano - XI secolo

La tradizione vuole che l'edificazione sia stata voluta da Matilde di Canossa. Secondo Federico Dal Forno faceva parte del monastero un'antica campanella in bronzo del 1081 con una forma originale, oggi custodita al Museo di Castelvecchio.
- Chiesa di Sant'Ulderico - XVII secolo

A Castagnè. Del XVII secolo, ma risulta parrocchia dal 1529.
- Chiesa Santi Fermo e Rustico - XVIII secolo

A Mezzane di Sopra. È stata costruita nel 1770 su una precedente del XV secolo, col recupero delle opere interne. Il battistero è opera di Bartolomeo da Massa. Il campanile fu eretto nel 1768. All'interno tele di Paolo Farinati, di Sante Creara e di Agostino Ugolini

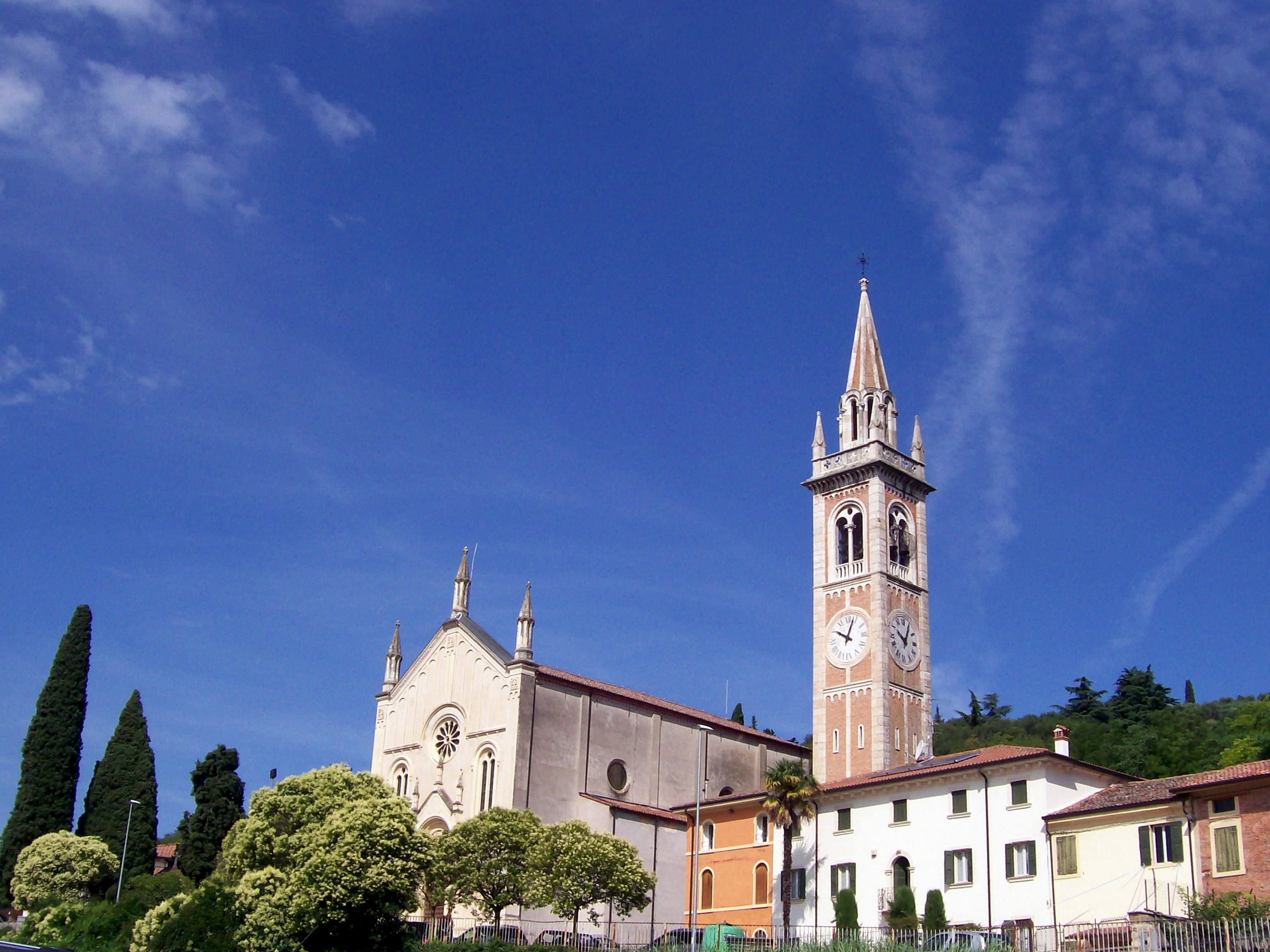
Chiesa parrocchiale di S. Maria Assunta in Mezzane di Sotto.

- Chiesa di Santa Maria Assunta - XIX secolo

A Mezzane di Sotto. La chiesa attuale è della fine del XIX secolo, progettata dall'architetto Gottardi. Fu spostata dal fondovalle per i ripetuti danneggiamenti avuti per alluvioni e terremoti. Nel fondovalle, in piazza rimane il campanile in tufo del XII secolo. La vecchia pieve è ricordata da papa Eugenio III nel 1145. Nella nuova chiesa ci sono opere trasferite dalla pieve. Una pala d'altare raffigurante La beata Vergine in trono con ai lati i santi Paolo e Caterina ed in basso componenti della famiglia Della Torre di Girolamo dai Libri, una pala di Antonio Giarola conosciuto anche come cavalier Coppa dal soggetto Cristo in croce e ai lati i santi Francesco e Carlo Borromeo, una pala di Claudio Ridolfi, la Madonna del Rosario e i santi Domenico e Caterina e una di Giovanni Caliari con Cristo Crocefisso e ai lati la Vergine e san Giovanni e di Giovanni Caroto.
- Chiesa di San Nicola da Bari - XIX secolo

A Postuman, fu danneggiata dal terremoto del 1891 e successivamente restaurata.

### Ville
- Villa Giuliari - XV secolo

Fu costruita in più riprese con stili diversi negli elementi che la compongono. La parte più interessante è quella del XV secolo con un porticato e con belle finestre al primo piano. Un affresco con Mercurio in atto di rapire Paride, parte di un'opera più grande, è opera di Paolo Farinati e dei figli. I Giuliari ne presero possesso alla fine del XVII secolo. I precedenti proprietari furono i Liorsi.
- Villa Della Torre - XVI secolo

Precedentemente Liorsi, poi Stegagno ed ora Cordioli. Fu costruita nei primi anni del XVI secolo ed ebbe parecchie modifiche. Lo stile era palladiano a due piani e con il giardino anch'esso a piani sfalsati. Alla fine del secolo nel 1595, l'allora proprietario Alvise Della Torre fece affrescare da Paolo Farinati più stanze. Al Farinati è attribuita la allegoria delle quattro parti del mondo allora conosciuto. Ai figli le altre opere minori e fra l'altro: i monocromi della loggia, gli stucchi che della sala della conchiglia e due bassorilievi sul soffitto, II giudizio di Salomone e Il giudizio di Paride.
Vi fu un conflitto di attribuzione fra il Farinati ed i figli, nato da quanto scrisse nel diario di lavoro: «…ali 24 giugno 1595 Oratio e Zambatista sono andati a Mezzane a ornar de piture il belveder et altre cose per li giardini e palazzo et ala peschera e à finito le soprascrite piture per tutto il mese ottobre 1595…»
La villa ebbe un notevole orto botanico, nel XVII secolo viene descritto: «assai esteso e ricco di ogni specie di flora, da quella comune a quella tropicale; fiori, anche esotici, in parterre e serre, con rampicanti e sempreverdi oltre che essenze pregiate. Il tutto confinava con un brolo di ottime frutta e ortaggi, con vicino una ricca peschiera.»
L'orto, poi abbandonato ora ha esemplari di piante secolari e delle grandi limonaie.
- Villa Maffei Benini - XVIII secolo

È del XVIII secolo. La proprietà della famiglia Maffei è precedente all'attuale edificazione. L'attuale villa sorse nel 1776 opera di Carlo Maffei e dell'architetto Pellesina. La costruzione viene definita elegante e fu conclusa agli inizi del 1800. Ha affreschi di Andrea Porta del 1786 che riprendono paesaggi del paese. Davanti ha un giardino con una secolare magnolia e un piccolo parco è sul nord della villa.
- Villa Roja-Schiavoni - XVIII secolo

Ha un corpo centrale del XVIII secolo, fatto erigere da Cesare Roja. La villa ebbe un continuo passaggio di proprietari fino ad oggi. Da Roja alla famiglia Bagolini, poi a Gaetano Trezza, alla famiglia Zamboni, a Edoardo Goldschmiedt, ed infine a Felice Schiavoni che terminò il giro donandola alle suore della Misericordia con il vincolo di trasformarla nell'attuale ospizio del Sacro Cuore.
Ha un lunghissimo viale alberato e il parco ricco di querce e piante sempreverdi con tracce dell'impianto iniziale in spaziosi viali che andavano verso la campagna. Ha scalinate ed è ornato da statue allegoriche, arriva fino al colle dove si trova un belvedere. Il parco ha grotte e caverne artificiali.

## Società

### Evoluzione demografica
Abitanti censiti

## Cultura

### Eventi
Quando si avvicina l'estate, la seconda domenica di giugno, si svolge la "mostra della ciliegia", che è ospitata nel parco di villa Maffei.
La presentazione e la premiazione dei prodotti cereasicoli si accompagna a mostre di pittura e di artigianato, stands gastronomici e serate danzanti.
Il 15 agosto, Mezzane di Sotto festeggia la "sagra dell'Assunta", una tipica festa popolare, centrata intorno a villa Maffei, allietata, come la precedente, dal vino rosso Valpolicella, ottenuto dai vitigni coltivati nella zona collinare della valle, e del bianco di Soave, derivato dalle uve coltivate nella zona pianeggiante della valle.
La settimana dell'olio d'oliva e la "rassegna del Recioto" si svolgono nell'ultima settimana di novembre.
Esposta in bella mostra è la produzione dell'ottimo olio extravergine, ottenuto dagli olivi che s'inerpicano come verdi sculture sui declivi della valle.
La degustazione dei piatti tipici permette di sentire la fragranza dell'olio di Mezzane.

## Geografia antropica
Nel territorio sono presenti due frazioni: Castagnè, situata 3 km a nord-ovest del capoluogo e Mezzane di Sopra, 3 km a nord-est del capoluogo.

## Economia
L'attività del comune è agricola con una forte specializzazione nell'uva e nell'olio.
È zona di produzione del vino Valpolicella DOC, dell'Amarone della Valpolicella e del Recioto DOC, e riguardo l'olio, produce olio extra vergine di oliva di alta qualità (alcune aziende agricole locali hanno ricevuto riconoscimenti quali le Tre Olive e l'inserimento nella lista dei TOP 15 olii extra vergine di oliva liva del mondo).

## Infrastrutture e trasporti
Mezzane di Sotto è attraversato da due strade provinciali principali: la SP37b, che lo collega a San Martino Buon Albergo attraverso le colline del Pian di Castagnè, e la SP16, che parte da Vago di Lavagno in pianura sulla ex SS11 (13 km ad est di Verona) e percorre la prima parte della Val di Mezzane per poi risalire verso l'altopiano lessinico fino al comune di Velo Veronese.
Il casello autostradale di Verona Est sull'autostrada Serenissima si trova a circa 10 km dalla vallata di Mezzane.
Gli scali ferroviari più prossimi sono quelli di San Martino Buon Albergo e Caldiero, sulla linea Milano-Venezia, entrambi situati a una decina di chilometri.

## Amministrazione
Fa parte della Comunità montana della Lessinia e dell'associazione città del vino
Il comune fa parte dell'Unione Comunale detta Verona Est.
I comuni che ne fanno parte sono: Caldiero, Colognola ai Colli, Illasi e Mezzane di Sotto. Inoltre fa parte del movimento patto dei sindaci 
| Periodo      | Periodo      | Primo cittadino         | Partito                        | Carica  | Note                            |
| ------------ | ------------ | ----------------------- | ------------------------------ | ------- | ------------------------------- |
| agosto 1985  | maggio 1990  | Luciano Bernardi        | Democrazia Cristiana           | Sindaco | [ 10 ]                          |
| giugno 1990  | giugno 1990  | Luciano Bernardi        | Democrazia Cristiana           | Sindaco | Mozione di sfiducia costruttiva |
| agosto 1990  | gennaio 1993 | Giobatta Sella          | Partito Socialista Italiano    | Sindaco | Dimissioni                      |
| gennaio 1993 | aprile 1995  | Francesco Benini        | Democrazia Cristiana           | Sindaco | [ 10 ]                          |
| aprile 1995  | giugno 1999  | Angelo Riccardo Zanetti | Lista Civica                   | Sindaco | [ 10 ]                          |
| giugno 1999  | giugno 2004  | Angelo Riccardo Zanetti | Lista Civica                   | Sindaco | [ 10 ]                          |
| giugno 2004  | giugno 2009  | Antonio Domenico Sella  | Lista Civica                   | Sindaco | [ 10 ]                          |
| giugno 2009  | maggio 2014  | Antonio Domenico Sella  | Lista Civica                   | Sindaco | [ 10 ]                          |
| maggio 2014  | maggio 2019  | Antonio Domenico Sella  | Lista Civica                   | Sindaco | [ 10 ]                          |
| maggio 2019  | in carica    | Giovanni Carrarini      | Lista Civica Patto per Mezzane | Sindaco | [ 10 ]                          |